# گلمکان (گلبهار)
گلمکان، شهری از توابع بخش گلمکان، شهرستان گلبهار در استان خراسان رضوی ایران است. نام قدیم این شهر گورمکان و بعداً جورمکن بوده‌است  نام جورمکن هنوز بر پیکره سنگ قبرهای کهن این منطقه مشاهده می شود و برخی از قدمای مدفون در این منطقه با پسوند جورمکنی شناخته می شدند  این نام توسط ناصرالدین‌شاه قاجار به گلمکان تغییر کرد.
وجود گورستان‌های بزرگ و متعدد در شهری کوچک با جمعیتی اندک خود گواهی بر این مدعاست که این منطقه دارای تاریخ غنی و کهن بوده و روزگاری میزبان جمعیت عظیمی بوده‌است که امروز اثری از آن‌ها نیست.

## جمعیت
بر پایهٔ سرشماری عمومی نفوس و مسکن در سال ۱۳۹۵ جمعیت این شهر ۸٬۳۷۳ نفر (در ۲٬۸۶۱ خانوار) بوده‌است. مردم گلمکان به زبان فارسی سخن می‌گویند و شیعه هستند.

## گردشگری
گلمکان دارای جاذبه‌های گردشگری فراوانی مانند دریاچهٔ چشمه‌سبز، آرامگاه عبدالرحمان گهواره‌گر، اقامتگاه بومگردی، صنایع دستی، پیست اسکی شیرباد و … است.
این شهرستان با روستاهای اسجیل، دولت‌آباد و کوشکان همسایه است.